# Germán Lorente
Germán Lorente (* 25. November 1932 in Vinaròs; † 26. August 2019 in Madrid) war ein spanischer Regisseur und Drehbuchautor.

## Leben
Lorente begann 1957 als Drehbuchautor und schrieb unter anderem Juan Boschs Film Liebe, Gift und Leidenschaft (1959).
Sein Debüt als Regisseur gab er 1963 mit dem Drama Antes de anochecer. Mit Gabriele Tinti als Hauptdarsteller drehte er Playa de Formentor (1965). Seinen Durchbruch feierte er 1966 mit dem Liebesdrama Su nombre es Daphne mit Geneviève Grad und Michel Subor. Hollywoodstar George Chakiris spielt die Hauptrolle in Lorentes Sahron vestida de rojo (1969). Eine internationale Starbesetzung gewann er 1973 für seinen Thriller Das Mädchen aus der Via Condotti: Frederick Stafford, Femi Benussi, Claude Jade und Michel Constantin. Stafford spielte auch in Lorentes Thriller Hold up (1974). Nach einigen Thrillern kehrte er mit Striptease (1977, mit Terence Stamp und Corinne Cléry) zum Liebesdrama zurück. Nach Tres mujeres de hoy (1980) mit Ana Obregón drehte Lorente mit La vendedora de ropa interior 1982 seinen letzten Film.

## Filmografie (Auswahl)
- 1963: Antes de anochecer
- 1964: Donde tú estés
- 1965: Playa de Formentor
- 1966: Su nombre es Daphne
- 1969: Sahron vestida de rojo
- 1971: Una chica casi decente
- 1973: La ragazza di Via Condotti
- 1974: Das Profi Ding (Hold-Up, instantánea de una corrupción)
- 1977: Striptease
- 1980: Tres mujeres de hoy
- 1982: Adolescencia
- 1982: La vendedora de ropa interior